# Михайло I (цар Імереті)
Михайло або Мікелі (груз. მიქაელი) (помер 1329) — цар західногрузинського Імеретинського царства.

## Життєпис
Був другим сином Давида VI Наріна від його першої дружини Тамар. Повстав проти свого старшого брата Костянтина та захопив провінції Рача й Аргветі (верхня Імереті). Успадкував престол після смерті брата. Після його смерті, 1329 року, цар Георгій V Блискучий зміг об'єднати Грузію. У західній частині країни залишився титул ерістава, першим з яких став син Михайла Баграт.